# 权增德
权增德（1936年—），山东福山人。中国人民解放军少将。
1990年7月，晋升为海军少将军衔。1993年9月，担任解放军军事法院院长。